# Cinema da Rússia
O Cinema da Rússia é um dos mais antigos e importantes do mundo e tem como seu marco inaugural o registro da coroação do Czar Nicolau II, em 1896. Diretores russos, como Serguei Eisenstein e Dziga Vertov, foram pioneiros da linguagem, da teoria e da estética cinematográfica, sugerindo e definindo padrões que influenciaram realizadores no mundo todo. Ainda durante a era tzarista, diretores adaptaram obras de autores clássicos, como Tolstói, Dostoiévski e Puchkin, para as telas. Considera-se Vladimir Romashkov como autor do primeiro filme narrativo feito na Rússia - Stenka Razin (1908), sobre o líder cossaco homônimo que liderou uma rebelião camponesa, no  sul do país, em 1670-1671. 
Em 1913, já havia cerca de 1 300 salas de cinema na Rússia.
Logo após a Revolução de 1917, o novo governo bolchevique deu grande incentivo às produções cinematográficas por considerá-las peças estratégicas para propaganda ideológica. Assim, obras que exaltassem a força e o heroísmo do povo russo foram estimuladas, financiadas e amplamente distribuídas pelo Estado.
São dessa época as obras-primas de Sergei Eisenstein: Encouraçado Potemkin (em russo, Bronenosets Potyomkin), Outubro, e A Greve. Mais tarde, Eisenstein ainda realizaria Alexandre Nevski, além de iniciar  a trilogia Ivan, o Terrível e  Que Viva México! - ambos inacabados.
Vertov teve importância também nos anos 1920 e 1930 por lançar um manifesto pelo "purismo" no cinema; criou o método denominado Kinoglaz ("cine-olho" ) e realizou experimentações em filmes como Tchelovek s kinoapparatom (conhecido, em português, como Um homem com a câmera de filmar, O homem da câmera ou Um homem com uma câmera ou Um homem e uma câmera), de 1929. 
Nas décadas de 1960 e 1970, durante o período do chamado "degelo", o cineasta Andrei Tarkóvski introduziu importantes inovações estéticas e de linguagem, em filmes como Nostalgia, Andrei Rubliov, Stalker e Solaris.
O filme A Pequena Vera  fez sucesso nos anos 1980 mostrando o cotidiano dos jovens do interior da URSS, envolvidos com problemas de violência e drogas (principalmente alcoolismo) tanto quanto os ocidentais.
Com a Perestroika e a derrocada do regime soviético, cineastas mais simpáticos ao Ocidente e formalmente mais conservadores, como Nikita Mikhalkov, ganharam espaço, com produções críticas ao regime, tais como Olhos Negros, Anna dos 6 aos 18 e O Sol Enganador.

## Cineastas soviéticos
- Vsevolod Pudovkin (1893-1953)
- Aleksandr Dovjenko (1894-1956)
- Dziga Vertov (1896-1954)
- Serguei Eisenstein (1898-1948)
- Mark Donskoi (1897-1981)
- Lev Kulechov (1899-1970)
- Mikhail Romm (1901-1971)
- Boris Barnet (1902-1965)
- Nikolai Ekk (1902-1976)
- Serguei Iutkevitch (1904-1985)
- Mikhail Kalatozov (1906-1973)
- Serguei Guerassimov (1906-1985)
- Roman Karmen (documentário)
- Serguei Bondartchuk
- Serguei Paradjanov
- Larissa Chepitko
- Gleb Panfilov
- Kira Muratova
- Alexander Ptuchko (animação)
- Fiodor Khitruk (animação)
- Ivan Ivanov-Vano (animação)
- Iuri Norstein (animação)
- Artavazd Pelechian
- Andrei Tarkóvski
- Aleksei Guerman
- Elem Klimov
- Tenguiz Abuladze
- Grigori Tchukhrai
- Andrei Kontchalovski
- Nikita Mikhalkov
- Aleksandr Sokurov
- Serguei Bodrov